# 聖闘士星矢 最終聖戦の戦士たち
『聖闘士星矢 最終聖戦の戦士たち』（セイントセイヤ さいしゅうせいせんのせんしたち）は、1989年3月18日に公開された『聖闘士星矢』シリーズの劇場公開作品第4弾。

## 解説
東映まんがまつりの一作として公開された作品。同時上映作は『おそ松くん』『高速戦隊ターボレンジャー』『ひみつのアッコちゃん』。脚本家の菅良幸の発案により、ダンテの『神曲』が物語のモチーフとなっている。従来の劇場版作品で作画監督を務めた荒木伸吾が、本作品制作時期にはテレビシリーズのポセイドン編制作に携わっていたため、代ってテレビシリーズで作画監督を務めた直井正博が作画監督とキャラクターデザインに参加し、ギリシア神話を主体とした従来のキャラクターとはイメージの異なるゲストキャラクターたちを視覚化している。
迫力に満ちたアクション、スピーディーな物語展開が人気を集めたことに加え、母を愛する氷河がその想いを乗り越えることや、いつも実弟の瞬を助けに駆けつける一輝が敢えて瞬を突き放すなど、これまでに見られないシーンも話題となった。
この作品が上映された頃は丁度、テレビシリーズが終わる直前だったため、その後日談としての性格を備えていた。エンディングはテレビシリーズ終了に合わせ、長く続いた戦いの一旦の閉幕を意味を表すため、ドヴォルザークの交響曲『新世界』をイメージした楽曲が用いられている。テレビ朝日開局30周年記念作品。

## あらすじ
神の子でありながらその野望のために地獄に堕とされた堕天使ルシファーが現代に甦り、世界各地に災害を振りまき始めた。アテナ・城戸沙織は自らを犠牲にして地上を救うべく単身、ルシファーの待ち構える伏魔殿へ向かう。それを知った星矢たち青銅聖闘士も沙織を追って伏魔殿へ向かうが、彼らの前に黄金聖闘士をも倒した強敵、4人の聖魔天使が立ち塞がる。地球の未来と全宇宙の命運をかけ、壮絶な戦いが幕を開ける。

## ゲストキャラクター
ルシファー
声 - 津嘉山正種
かつてキリスト教の神の子として天使長を務めていたが、神以上の地位を望んだために魔界へ落とされた堕天使。かつては至上の美と知性を与えられた暁の子ルシファーと呼ばれ、別名を魔界の王サタンという。
神話の時代よりアテナ、大天使ミカエル、中国の摩利支天らによって野望を阻まれてきたが、星矢たちに倒され魔界に落ちたポセイドン、アベル、エリスの小宇宙により、永い眠りから覚め全宇宙の支配に乗り出す。ポセイドンら3人を配下につけ、彼らが大規模な天変地異を起こして大勢の人間の命を奪うことを盾に、アテナの命を差し出すよう要求。暗黒の宮殿・伏魔殿の玉座に通ずる茨の道でアテナの血を奪い、ポセイドンら復活のための血肉とするとともに自らの小宇宙を高める。最後は、一度は倒されながらも立ち上がった黄金聖闘士たちと、他の黄金聖衣の力を結集した黄金の光を浴びて弱体化。射手座の黄金聖衣を纏った星矢が放つ、12の黄金聖闘士と黄金聖衣の小宇宙をのせた黄金の矢に貫かれ、三神の魂もろとも再び魔界に封じ込められる。

### 聖魔天使
ルシファーに仕える4人の戦士。かつては彼らも天使であったが、魔界に落ちた現在では、その小宇宙は邪悪に満ちている。黄金聖闘士を上回る実力を持ち、4人がかりかつひとりずつ相手したとはいえ、聖域の各宮に残る黄金聖闘士全員を倒している。
熾天使（セラフ）のベルゼバブ
声 - 森功至
技：ガルーダ・ヘルウイング
聖魔天使最強の実力者。「空の軍神」の異名を持つ。鬼面の馬を駆って空を舞い、自らも青い髪を翼のように広げて自在に空を飛ぶ。その拳は敵を地獄へ送る聖なる翼と呼ばれる。紫龍を倒し、沙織のもとへ向かう星矢らを追い詰めたが、射手座の黄金聖衣を纏った星矢に拳を見切られ、ペガサス彗星拳を受け消滅する。
智天使（ケルビム）のアシタロテ
声 - 難波圭一
技：キラーファングドコブラ
「双頭の白蛇王」の異名を持ち、旧約聖書ではアダムとイブを誘惑したと伝えられている。伏魔殿へ乗り込んできた星矢たちの前にベルゼバブと共に立ちはだかり、紫龍と戦う。先にアシタロテと対戦していた星矢から拳を伝え聞いていた紫龍に拳を見切られるも、最大の拳キラーファングドコブラでドラゴンの盾を砕き、紫龍の体をも貫いたが、紫龍が決死の密着状態で放った昇龍覇の前に消滅した。
力天使（ヴァーテュー）のエリゴル
声 - 山口健
技：聖魔蟷螂拳
「黄金（ゴールド）の蟷螂」の異名を持つ、仮面で素顔を隠した奇怪な男。天使とは思えない凄まじい殺気を放ち、その爪は瞬の技スパイダーネットも鎖ごと切り裂く。瞬を追い詰めるが、間一髪で助けに入った一輝の幻魔拳を受け、無数の毒虫に襲われる幻魔を見せられて錯乱し、胴を貫かれて消滅。
座天使（スローン）のモア
声 - 古川登志夫
技：デモン・ファンタジア
「美しき魂の狩人」の異名を持つ。美しい顔立ちで物腰は柔らかいが、相手が最も大切に想う人の幻影を見せつつ、その幻に姿を隠して光速拳で攻撃するという残酷な男。氷河の母であるナターシャになりすまし追い詰めるが、母の想いを振り切った氷河のオーロラ・サンダー・アタックを受け消滅。

## スタッフ
- 原作 - 車田正美
- 製作総指揮 - 今田智憲
- 企画 - 籏野義文
- 製作担当 - 武田寛、小塚憲夫
- 脚本 - 菅良幸
- 音楽 - 横山菁児
- 美術監督 - 窪田忠雄
- 作画監督 - 直井正博
- 監督 - 明比正行